# Нађњарад
Нађњарад (мађ. Nagynyárád) је село у Мађарској, у крајње јужном делу државе. Село управо припада Мохачком срезу Барањске жупаније, са седиштем у Печују.

## Природне одлике
Насеље Нађњарад налази у крајње јужном делу Мађарске, близу државне границе са Хрватском. Најближи већи град је Мохач.
Историјски гледано, село припада мађарском делу Барање. Подручје око насеља је равничарско (Панонска низија), приближне надморске висине око 120 м. Североисточно од насеља се издиже Виљанско горје. Око насеља нема већих водотока, а даље ка истоку протиче Дунав.

## Становништво
Према подацима из 2013. године Нађњарад је имао 743 становника. Последњих година број становника опада.
Претежно становништво у насељу 2001. године чинили су Мађари римокатоличке вероисповести (53%), а мањине су виле Немци (44%) и Цигани (2%).

### Попис1910.
| Нађњарад | Нађњарад |
| --- | --- |
| Језик | Вера |
| <div style="border:solid transparent;position:absolute;width:100px;line-height:0; укупно: 2.047 Немачки 1.291 (63,06%) Мађарски 691 (33,75%) Српски 48 (2,34%) Хрватски 17 (0,83%) - (-%) | укупно: 2.047 Римокатол. 1.956 (95,55%) Православци 56 (2,73%) Калвинисти 20 (0,97%) Лутерани 10 (0,48%) Јевреји 5 (0,24%) |

Напомена: Исказано заједно са насељем Шаторхељ.